# Egstallebjerg
Egstallebjerg är en kulle i Danmark.   Den ligger i Lejre kommun i Region Själland, i den östra delen av landet, 40 km väster om huvudstaden Köpenhamn. Toppen på Egstallebjerg är 94 meter över havet. Egstallebjerg ligger på ön Själland.
Närmaste större samhälle är Roskilde, 13,3 km öster om Egstallebjerg. Trakten runt Egstallebjerg består till största delen av jordbruksmark.